# Jannis Kounellis
Jannis Kounellis (El Pireo, Grecia; 23 de marzo de 1936-Roma, Italia; 16 de febrero de 2017) fue un artista contemporáneo griego y uno de los más destacados exponentes del Arte Povera (del italiano arte pobre), movimiento artístico de naturaleza crítica que en la década de 1960 supuso un cambio radical al trasladar el arte de las superficies planas hacia las instalaciones y por el uso de materiales naturales y de desecho. En sus obras utiliza objetos, entre ellos animales vivos, fuego, tierra, tela de saco u oro. Cambió el marco de sus cuadros por marcos de camas, puertas, ventanas o utilizó los propios edificios de las galerías de arte y de instalaciones industriales como marco para su obra. Por este medio, busca conectar el arte con la naturaleza, la sociedad y la actualidad.
Artista incansable, residió en Roma y sus obras han sido expuestas en los más importantes museos y citas artísticas del mundo, como la Tate Modern Gallery de Londres, el Guggenheim Museum en Nueva York, el Museo Nacional Centro de Arte Reina Sofía y la Bienal de Venecia, por mencionar algunos.

## Biografía
Jannis Kounellis nació el 23 de marzo de 1936 en la ciudad costera de Pireo, en Grecia. A una corta distancia de Atenas, Pireo es el puerto más importante del país y uno de los más transitados del Mediterráneo desde la antigüedad. Kounellis vivió en Grecia la Segunda Guerra Mundial, seguida por la larga guerra civil griega (1941-1950). A pesar de esto, inició sus estudios artísticos en Atenas hasta que en 1956, a la edad de 20 años, se mudó a Roma para estudiar en la Accademia di Belle Arti di Roma. El 16 de febrero de 2017, falleció en Roma, Italia, a la edad de 80 años.

## Trayectoria artística
En sus comienzos, a principios de los años 60, Kounellis pintaba sobre lienzo, pero ya entonces era evidente que a través de su arte buscaría reflexionar sobre la sociedad moderna y la política. Utilizaba la técnica de esténcil, plasmando números, palabras y frases relacionadas con la actualidad que él observaba a pie de calle. Poco a poco incluyó recortes de periódico, carteles publicitarios que arrancaba de las paredes y otros objetos encontrados, montando su primera exposición de este tipo en 1960 en la Galleria La Tartaruga, entonces lugar de encuentro de intelectuales, escritores, críticos, y galeristas de pensamiento vanguardista. Ese mismo año utilizó uno de sus lienzos como ropa y montó una performance en su estudio para demostrar como el artista se fundía en uno sólo con su pintura. Esta convergencia entre pintura, escultura y actuación fue su ruta de escape del arte tradicional. 
En 1963 comenzó a utilizar objetos en sus pinturas, entre ellos animales vivos, fuego, tierra, tela de saco u oro. Cambió el marco de sus cuadros por marcos de camas, puertas, ventanas o utilizó las galerías de arte como marco para su obra. En 1967 Kounellis se unió al Arte Povera,  movimiento artístico propuesto por el curador Germano Celant, que supuso un cambio radical al pasar el arte de superficies planas a la modalidad de instalación.

### Arte Povera
El Arte Povera (del italiano ¨arte pobre¨), se llamó así puesto que los materiales que utilizaba eran considerados ¨pobres¨, como madera, rocas, telas, hojas, vegetales, carbón, tierra o materiales de desecho y por tanto, carentes de valor. Aunque su contribución técnica con el uso de dichos materiales y el formato de instalación fueron rompedores, es tal vez la propuesta intelectual que sugiere el Arte Povera su contribución más importante. 
El arte povera intenta huir de la comercialización del objeto artístico, rechazaba los iconos de los mass media y las imágenes reductivistas, así como también las industriales del arte pop y el minimalismo. Denunciaba también la creciente industrialización, metalización y mecanización del mundo que les rodeaba, incluido el del arte. Propone un modelo de extremismo operacional basado en valores marginales y pobres. Utiliza un alto grado de creatividad y espontaneidad e implica una recuperación de la inspiración, la energía, el placer y la ilusión convertida en utopía. El artista povera proponía un modo de vida inventivo y antidogmático. El artista povera debía trabajar sobre cosas del mundo, producir hechos mágicos, descubrir raíces de los acontecimientos partiendo de materiales y principios dados en la naturaleza. El arte povera es considerado por el artista como una extensión del cuerpo y el alma del mismo conectándose directamente con el entorno, la naturaleza y todo lo que le rodea, entrando en armonía. Sus obras ocupan el espacio y exigen la intervención del público. 
Aunque originario de ciudades como Turín, Milán, Génova o Roma y de carácter muy heterogéneo, el movimiento tuvo en seguida mucha influencia en las escenas artísticas europea y americana. Algunos de sus mayores exponentes son Alighiero Boetti, Luciano Fabro, Giulio Paolini, Pino Pascali and Emilio Prini. 
Así, de la mano del afamado curador e historiador de arte, Germano Celant, considerado el autor intelectual del Arte Povera, Kounellis participó a finales de los años 60 y 70 en importantes exposiciones colectivas de esta corriente artística en varios países europeos, consolidándose como uno de sus más destacados representantes. 
En 1967 por ejemplo, realizó la instalación con pájaros en pequeñas jaulas junto con sus obras de lienzo. El espacio de la galería se transformó ¨en un escenario en el que la vida real y la ficción se fusionaban creando desconcierto y duda¨. Los espectadores se convertían en parte de la escena con estas fuentes vivientes de energía natural. 
Continuando con el uso de los animales vivos, en 1969 expuso doce caballos de verdad, como si fueran coches, en el garaje de la galleria l’Attico, de Roma. 
El performance sigue siendo en muchos casos parte de su obra. Una de sus más originales intervenciones en este sentido fue en la ADA - Aktionen der Avantgarde de 1974 en Berlín, en donde participó junto con Edward Kienholz, Wolf Vostell, Rafael Canogar y otros artistas en un evento que mezclaba el arte de galería con el arte multimedia, la performance y la participación, e incluso provocación, del público como parte de la obra.
Gradualmente, Kounellis introdujo nuevos materiales en sus instalaciones (humo, carbón, carne, café molido, plomo, etc.) y el entorno de la galería de arte fue reemplazado por lugares históricos (principalmente industriales). En este sentido, destaca su obra Ionion , en 1994, en la cual intervino y transformó el interior de un gran barco carguero en el puerto de su natal Pireo, en Grecia. 

### Exposiciones colectivas de Arte Povera
- 'Arte Povera – e IM Spazio' 1967 La Bertesca Gallery
- 'Arte Povera' 1968 De Foscherari gallery, Bolonia
- 'RA3 Arte povera + Azioni povere' 1968 Arsenali della Republica, Amalfi
- 'Live in your head: When attitudes become form' 1969 Kunsthalle, Berna
- 'Op losse schroeven: situaties en cryptostructuren' 1969 Stedelijk Museum, Ámsterdam
- 'conceptual art arte povera land art' 1970 Galleria Cívica d Arte Moderna, Turín
- 'Arte Povera, Antiform, Sculptures 1966–69' 1982 CAPC Centre d'Arts Plastiques Contemporains, Burdeos
- 'Corenza in corenza' 1984, Mole Antonelliana, Turín

### Exposiciones Internacionales
Kounellis participó en las más prestigiosas exposiciones de arte internacionales, como la Bienal de París (1967 y 1969), Documenta de Kassel (1972, 1977 y 1982), la Bienal de Venecia (1972, 1976, 1978, 1980, 1984, 1988 y 1993), Bienal de Estambul (1993), Bienal de Sídney (2008). 

### Colecciones públicas de Arte
Las obras de Kounellis se han visto en museos y prestigiosas salas de arte por todo el mundo.
- Van Abbemuseum, Ámsterdam
- Museum of Contemporary Art, Chicago
- National Galleries of Scotland, Edimburgo
- Lehmbruck Museum, Alemania
- Tate, Londres
- Kunstmuseum, Lucerna
- Museo Nacional Centro de Arte Reina Sofía, Madrid
- Guggenheim Museum, Nueva York
- Museum of Modern Art, Nueva York
- Museo d'Arte Contemporanea Donnaregina, Nápoles
- Centre Pompidou, París
- Musée d'Art Moderne de la Ville de París
- Museum Boijmans Van Beuningen, Róterdam
- Castello di Rivoli, Turín
- Hallen für Neue Kunst Schaffhausen, Suiza

## Obras recientes
"Relámpagos sobre México". Museo Espacio MECA Macro Espacio para la Cultura y las Artes. Aguascalientes, Ags. 
MEXICO